# Ahvenjärvi (sjö i Finland, Birkaland)
Ahvenjärvi är en sjö i Finland. Den ligger i Ruovesi kommun i landskapet Birkaland, i den södra delen av landet, 200 km norr om huvudstaden Helsingfors. Ahvenjärvi ligger 150 meter över havet. I omgivningarna runt Ahvenjärvi växer i huvudsak blandskog. Arean är 28,7 hektar och strandlinjen är 3,94 kilometer lång. Sjön  ingår i Kumo älvs huvudavrinningsområde. 